# Чанаккале (провінція)
Чанаккале (тур. Çanakkale) — провінція на заході Туреччини. Як і провінція Стамбул розташована на двох частинах світу — Європа та Азія. Адміністративний центр — місто Чанаккале. З півдня та сходу Чанаккале омивається Егейським морем. До складу провінції входить найбільший острів Туреччини Гьокчеада.

## Склад

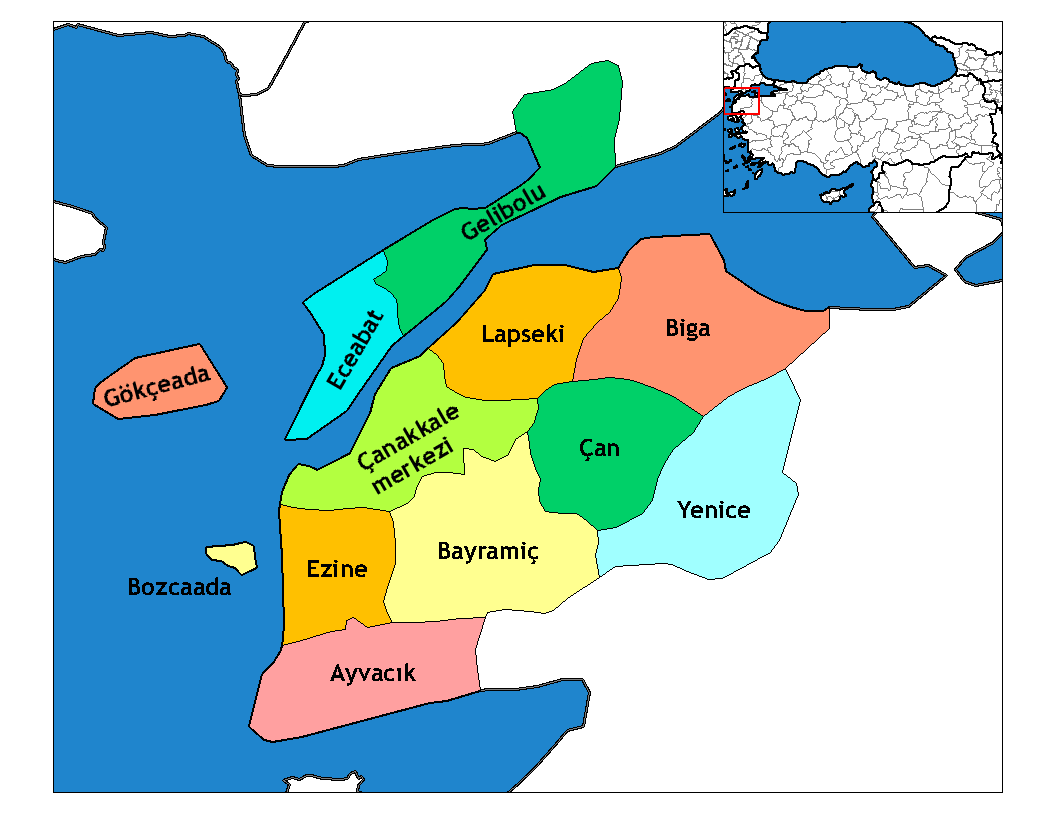
Адміністративний поділ

До складу провінції входять 12 ільче (округів), 33 буджаки (райони) та 589 населених пунктів (22 міста та 567 сіл):
| Поселення | Площа, км² | Населення, осіб (2010) | Центр     | Буджаки (райони) | Населені пункти |
| --------- | ---------- | ---------------------- | --------- | ---------------- | --------------- |
| Айваджик  | 892,88     | 30285                  | Айваджик  | 3                | 66              |
| Байраміч  | 1284,21    | 30471                  | Байраміч  | 3                | 77              |
| Біга      | 1353,69    | 82037                  | Біга      | 7                | 103             |
| Бозджаада | 42,63      | 2472                   | Бозджаада | 1                | 1               |
| Геліболу  | 824,99     | 45327                  | Геліболу  | 3                | 29              |
| Гьокчеада | 286,71     | 8210                   | Гьокчеада | 1                | 10              |
| Еджеабат  | 468,32     | 9088                   | Еджеабат  | 1                | 13              |
| Езіне     | 654,12     | 32128                  | Езіне     | 2                | 50              |
| Єнідже    | 1416,79    | 35056                  | Єнідже    | 4                | 76              |
| Лапсекі   | 881,64     | 25952                  | Лапсекі   | 3                | 43              |
| Чан       | 906,63     | 50227                  | Чан       | 2                | 67              |
| Чаннакале | 937,82     | 135192                 | Чанаккале | 3                | 54              |

### Найбільші населені пункти
| №  | Населений пункт | Населення, осіб (2010) |
| -- | --------------- | ---------------------- |
| 1  | Чанаккале       | 104 321                |
| 2  | Біга            | 38 681                 |
| 3  | Геліболу        | 30 273                 |
| 4  | Чан             | 28 831                 |
| 5  | Кепез           | 13 887                 |
| 6  | Езіне           | 13 550                 |
| 7  | Байраміч        | 13 476                 |
| 8  | Лапсекі         | 10 737                 |
| 9  | Айваджик        | 7 619                  |
| 10 | Кючюккую        | 7 117                  |